# Övertorneå
Övertorneå – miejscowość w północnej Szwecji, nad rzeką Torne, przy granicy z Finlandią. Siedziba gminy Övertorneå. W roku 2017 miasto miało 1877 mieszkańców.

## Historia
Pierwsza wzmianka o osadzie pojawia się pod koniec XV wieku. Po drugiej stronie rzeki, w Finlandii znajduje się bliźniacza miejscowość Ylitornio. Obie miejscowości były jednym, aż do 1809 roku kiedy wzdłuż rzeki wyznaczono granicę między Szwecją a Finlandią. W 1914 roku otwarto sieć kolejową, a w 1965 otwarty został most łączący obie miejscowości.

## Galeria

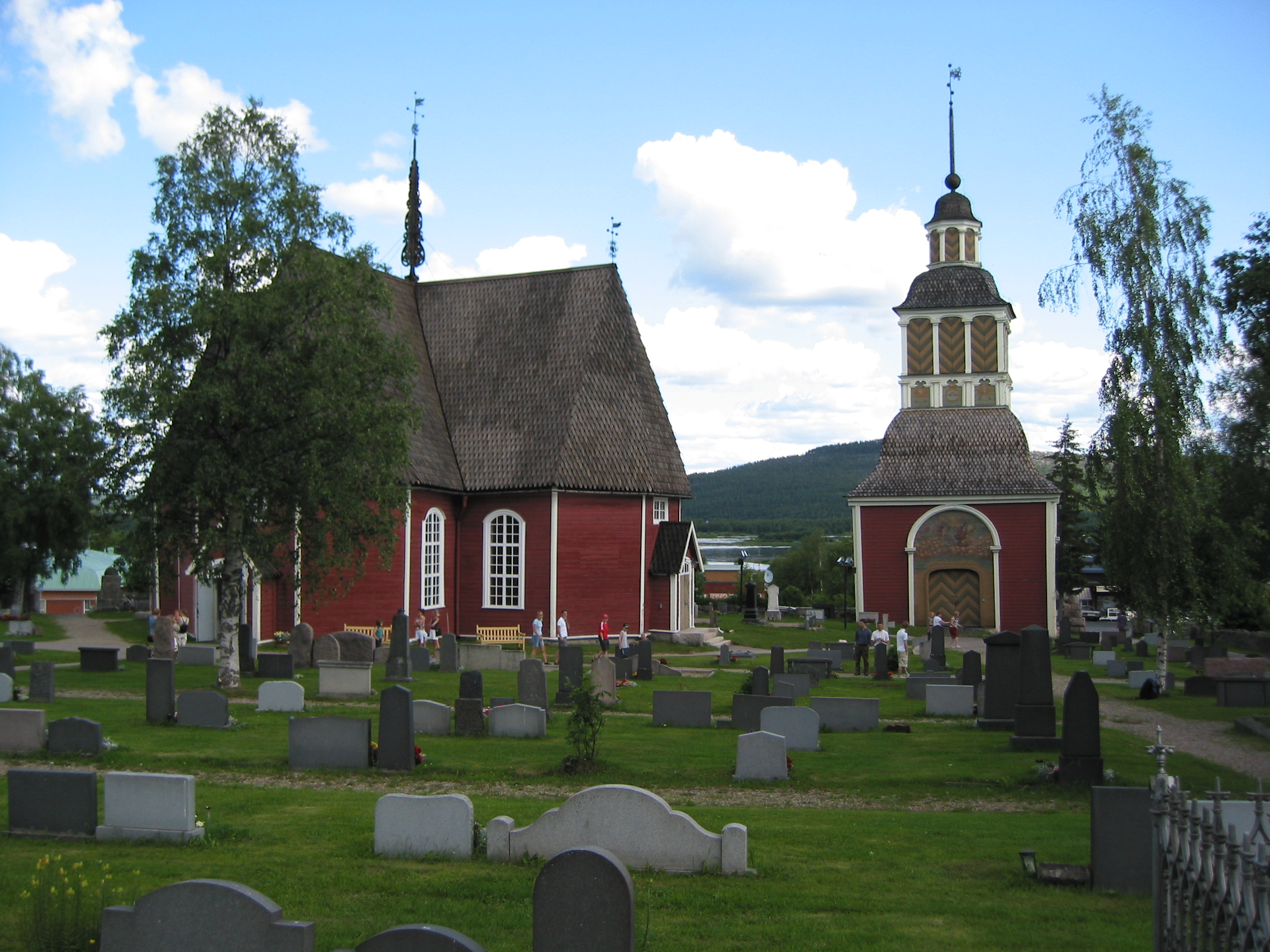
Kościół w Övertorneå zbudowany w latach 1734-36.
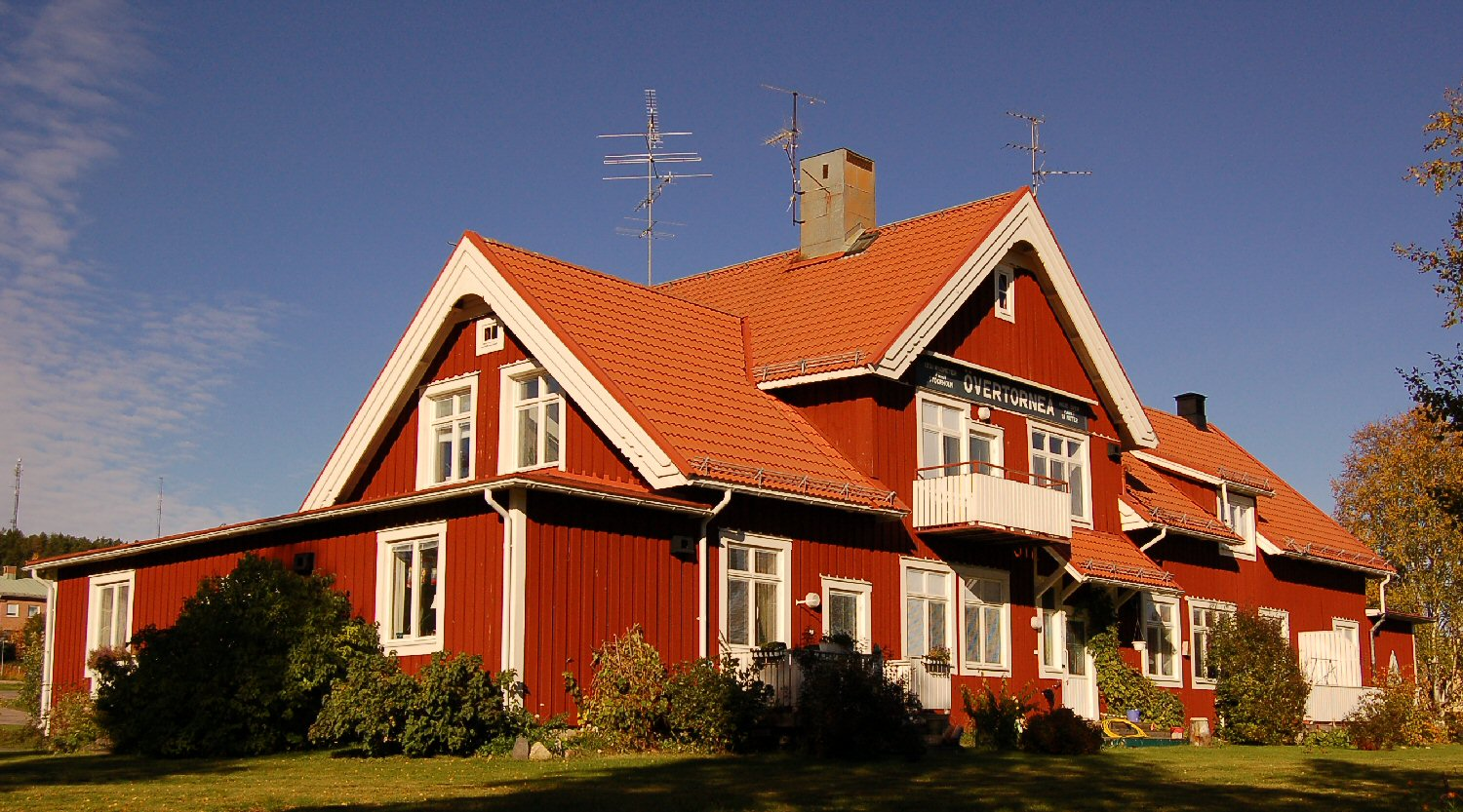
Stacja kolejowa.
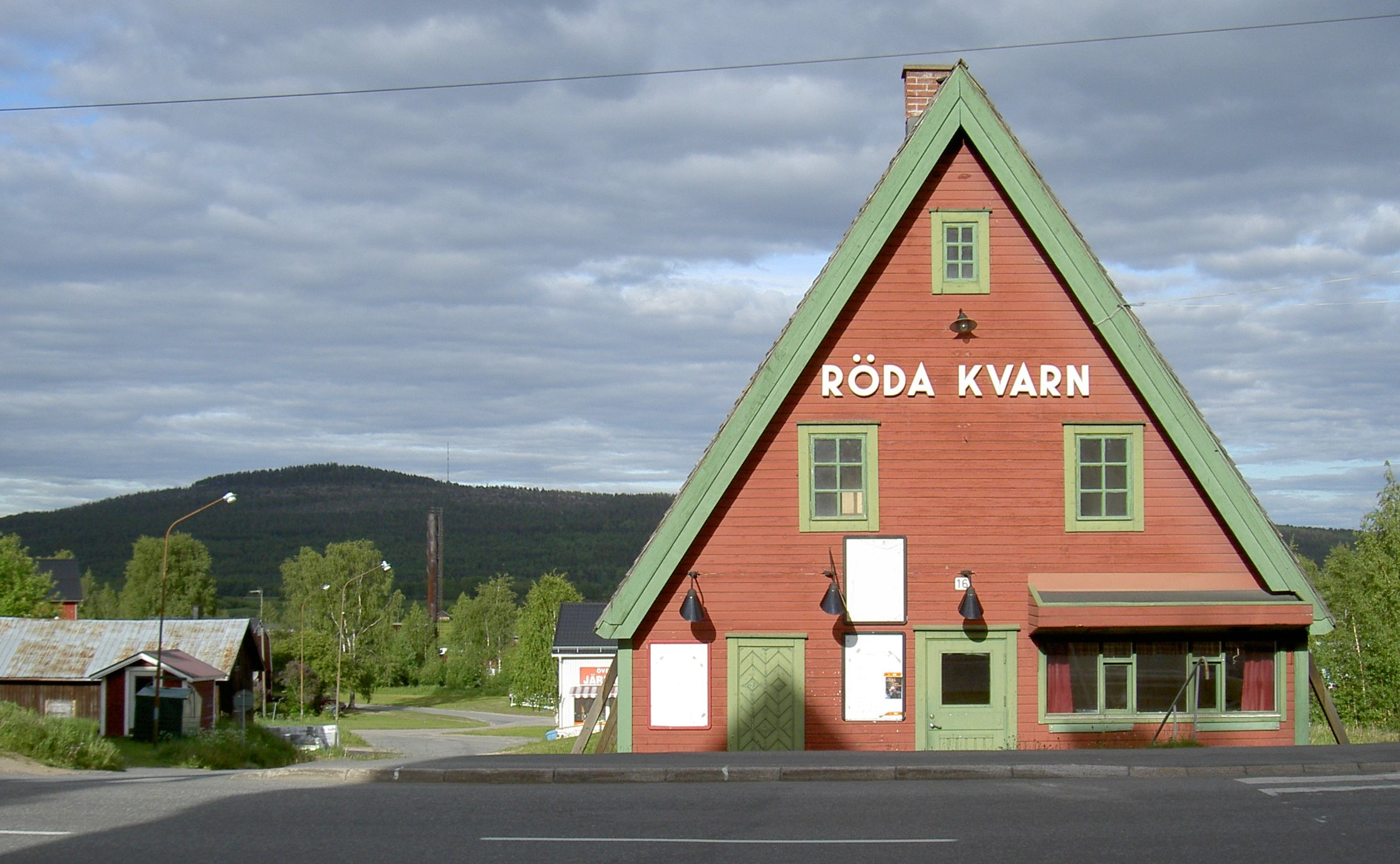
Stare kino i centrum rozrywki w centrum Övertorneå.
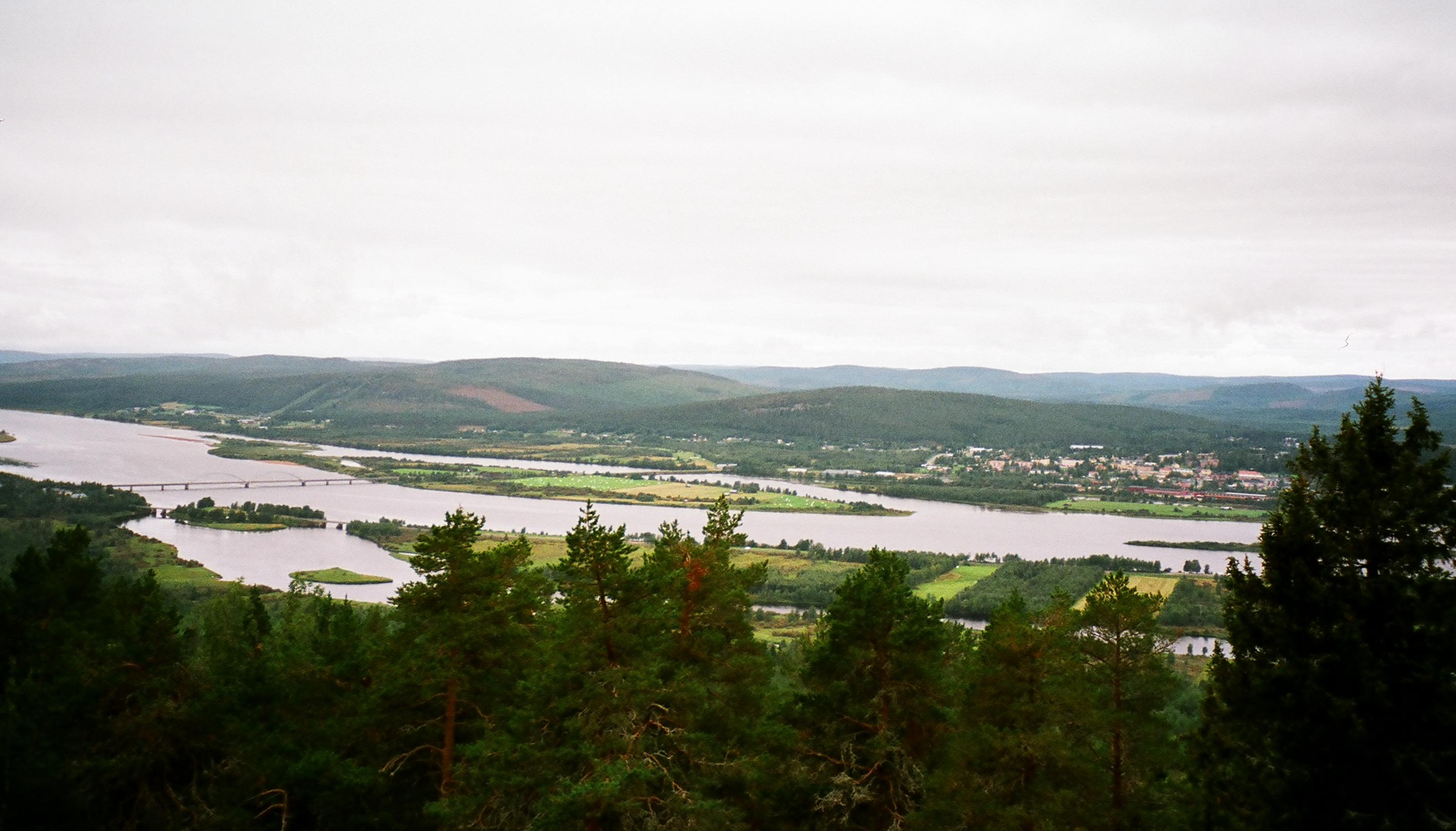
Panorama miasta.

## Znane osoby
- Johan Harju, hokeista
- Linus Omark, hokeista